# Круглое (Черниговская область)
Кру́глое (укр. Кру́гле) — село Черниговского района Черниговской области Украины. Население 17 человек.
Код КОАТУУ: 7425584603. Почтовый индекс: 15553. Телефонный код: +380 462.

## Власть
Орган местного самоуправления — Левковичский сельский совет. Почтовый адрес: 15550, Черниговская обл., Черниговский р-н, с. Левковичи, ул. Первомайская, 7.